# Malegno
Malegno là một đô thị trong tỉnh tỉnh Brescia thuộc vùng Lombardia, Ý. Đô thị này có diện tích 6 km², dân số 2111 người. Các đô thị giáp ranh gồm: Breno, Cerveno, Cividate Camuno, Losine, Lozio, Ossimo